# Zethus olmecus
Zethus olmecus (лат.) — вид одиночных ос рода Zethus из семейства Vespidae (Eumeninae), обитающий в Мексике и Сальвадоре.

## Описание
Мелкие осы, длина около 1 см. Основная окраска чёрная с жёлтыми отметинами. От близких видов отличается дивергирующими субмедианными килями проподеума и коротким пронотумом; пронотум, передние тазики и проэпистернум тёмные (у Zethus miniatus они желтые); расширенная часть петиоля в два раза длиннее своей ширины (у Z. miniatus в 3 раза). Усики 12-члениковые у самок и 13-члениковые у самцов.
Включён в состав подрода Zethoides, где образует видовую группу Zethus olmecus. В группу включают несколько видов, в том числе Z. bolivari, Z. hermesi, Z. chapadensis, Z. perilloi и Z. utingensis, Z. peruvicus, Z. pygmaeus, Z. thoracicus и Z. toltecus.